# István Tisza

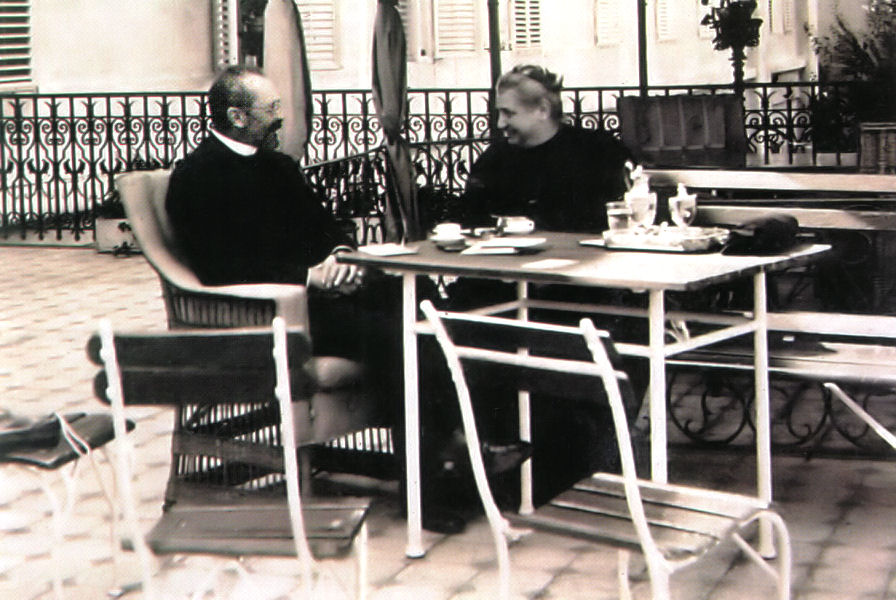
István Tisza met zijn vrouw

Graaf István (Stefan) Tisza de Borosjenő et Szeged (Boedapest, 22 april 1861 – aldaar, 31 oktober 1918) was een Hongaars politicus en premier. Tisza was de zoon van Kálmán Tisza en een sober levend en vroom calvinist. Hij werd de trouwe dienaar van het rooms-katholieke Habsburgse keizershuis. In 1886 werd Tisza voor de Liberale Partij in het het Huis van Afgevaardigden, het Hongaarse Lagerhuis, gekozen. 

## Eerste ambtstermijn als premier

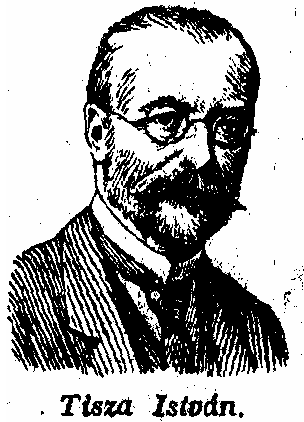

In 1903 werd hij voor de eerste keer minister-president van het Hongaarse rijksdeel (dit omvatte Hongarije, Kroatië, Slavonië en een deel van Slowakije), en tevens minister van Buitenlandse Zaken. Tijdens de Hongaarse crisis trad hij in 1905 als minister-president af. Als lid van het Huis van Afgevaardigden bleef hij echter actief betrokken bij de Hongaarse politiek en werd dé Hongaarse staatsman bij uitstek en was bovendien internationaal bekend. In 1910 richtte hij de Nationale Arbeidspartij op en werd in datzelfde jaar voorzitter van het Huis van Afgevaardigden.

## Tweede ambtstermijn als premier

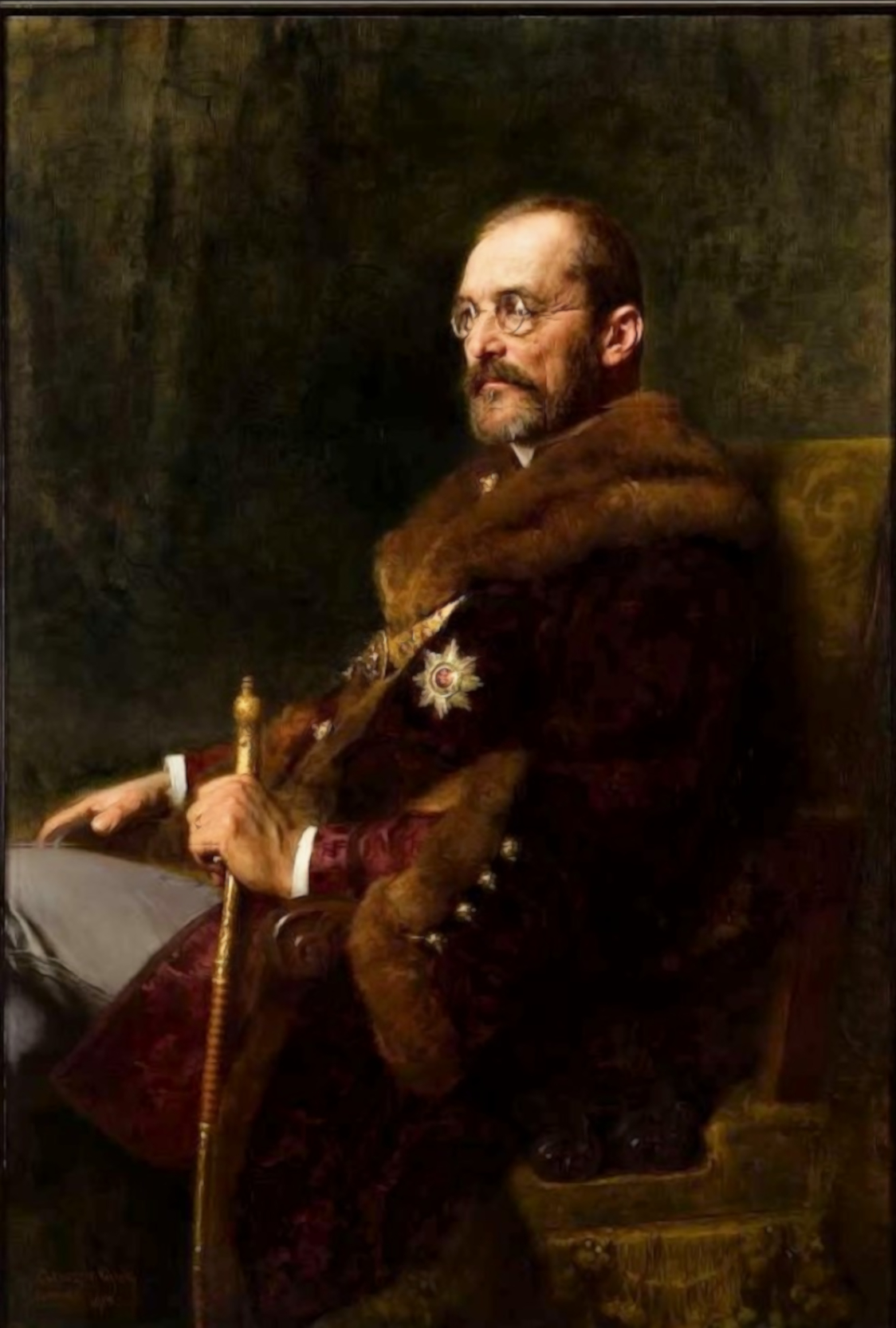
István Tisza

In 1913 werd Tisza opnieuw premier. In die functie maakte hij eerst schoon schip in de Hongaarse provincie Kroatië-Slavonië, dat door de daar aanwezige bestuurders op dictatoriale wijze werd bestuurd.
Na de moord op de Oostenrijk-Hongaarse troonopvolger, aartshertog Frans Ferdinand en diens vrouw aartshertogin Sophie Chotek in juni 1914 en Oostenrijk-Hongarije op de voet van oorlog stond met Servië, stuurde Tisza keizer Frans Josef I een uitgebreide brief waarin hij erop aandrong géén oorlog te beginnen tegen Servië. Tisza vreesde een eventuele minderheidspositie van de Magyaren (etnische Hongaren) binnen het Hongaarse rijksdeel wanneer dit zou worden uitgebreid met stukken Servisch grondgebied. Dit zou de machtspositie van de Hongaren ernstig aantasten.
Uiteindelijk viel Oostenrijk-Hongarije Servië gewoon aan, dit leidde tot de Eerste Wereldoorlog. Tisza, hoewel een tegenstander van de oorlog, steunde de Weense politiek.
Hoewel in het Oostenrijkse rijksdeel de parlementaire politiek werd opgeschort, bleef het Hongaarse parlement gewoon in functie. Dat betekende dat Tisza zich moest blijven verantwoorden voor zijn politiek. Hij werd met regelmaat bekritiseerd door zijn politieke tegenstanders, die ook aandrongen op een uitbreiding van het kiesrecht.
Na de dood van keizer Frans Jozef I en het aantreden van de nieuwe keizer Karel I in 1916, bleek al snel dat de nieuwe keizer uit was op vrede. Keizer Karel (in Hongarije: koning Karel IV) wilde de oude Tisza vervangen door de jonge Móric Esterházy. Uiteindelijk gebeurde dit op 15 juni 1917. Tisza werd vervolgens als commandant van een Hongaars bataljon naar het Oostenrijks-Hongaars/Italiaanse front. Na enige tijd werd Esterházy als premier vervangen door de meer pro-Tisza politicus Sándor Wekerle.

## Moord op Tisza

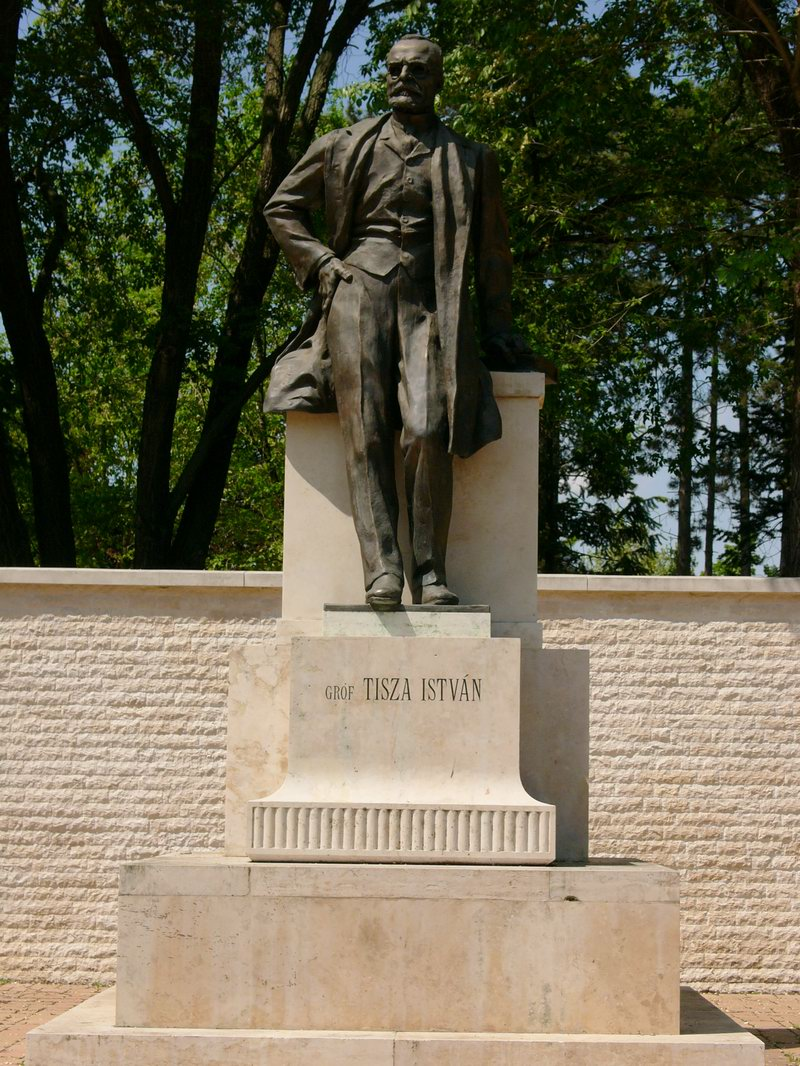
Beeld op de Universiteit van Debrecen

Op 25 oktober 1918 brak de Hongaarse Revolutie uit. Op 31 oktober werd Graaf Mihály Károlyi tot premier benoemd. Tisza was met de jaren steeds impopulairder geworden, hij werd geassocieerd met de Oorlogspartij - onterecht - en zijn autocratisch optreden deed zijn imago geen goed. Op 31 oktober 1918 drongen dronken militairen het huis van Tisza in Boedapest binnen en vermoordden hem
Tisza's dood was een van de weinige smetten op het blazoen van de verder vrij vreedzaam verlopen Asterrevolutie.